# Amigny-Rouy
Amigny-Rouy é uma comuna francesa na região administrativa de Altos da França, no departamento Aisne. Estende-se por uma área de 13,08 km². Em 2010 a comuna tinha 760 habitantes (densidade: 58,1 hab./km²).